# Tubercule deltoïdien de la scapula
Le tubercule deltoïdien de la scapula est une proéminence du bord postérieur de l'épine de la scapula.
C'est une zone d'insertion du faisceau postérieur du muscle deltoïde et du faisceau moyen du muscle trapèze,.